# Fort de Santana do Estreito

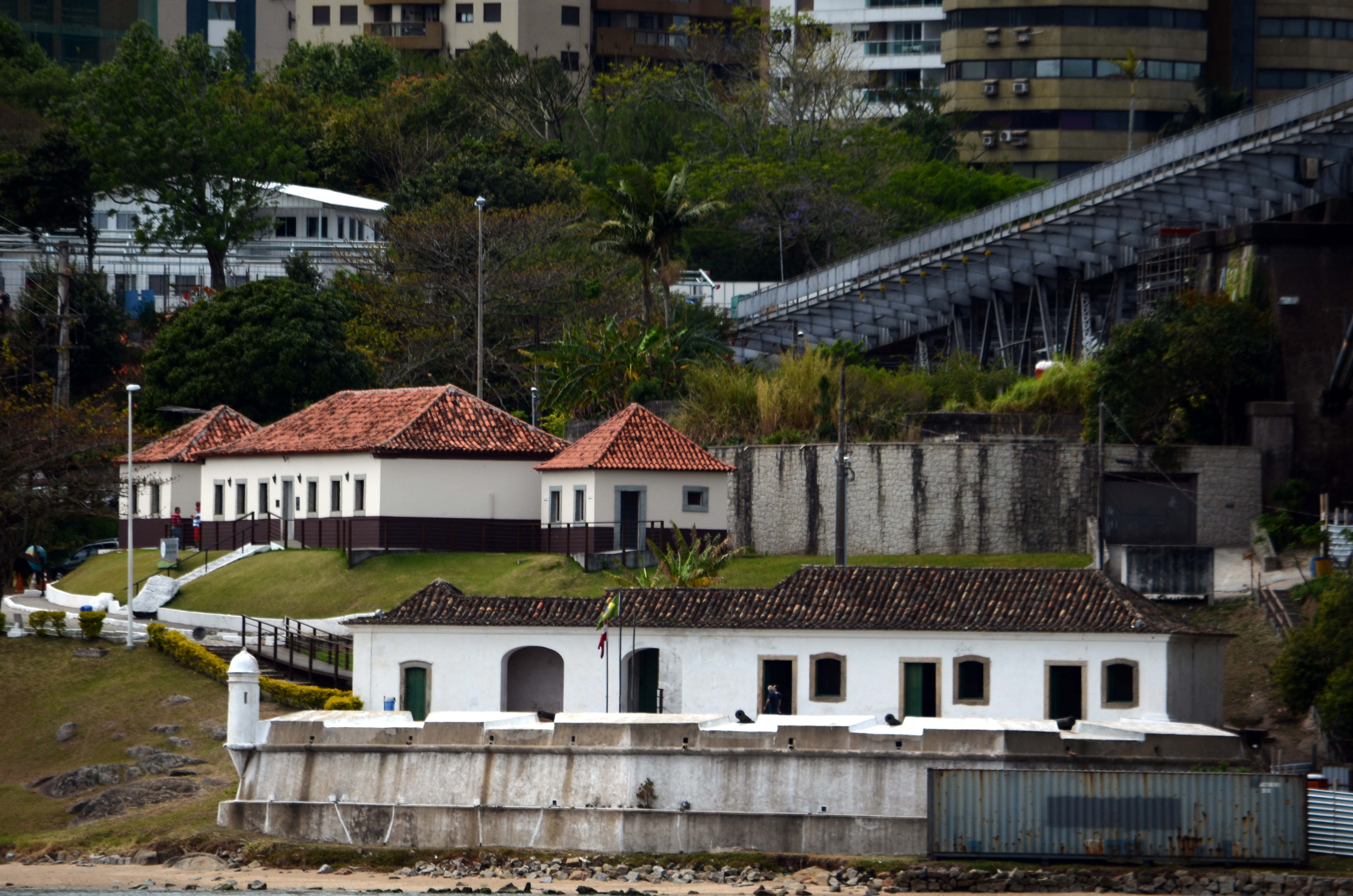
Le fort (au premier plan) en 2016.

Le fort de Santana do Estreito, ou plus simplement fort de Santana, se situe sur l'île de Santa Catarina, dans la municipalité de Florianópolis, dans l'État de Santa Catarina, au Brésil. 
Il est érigé sur une petite hauteur, au niveau du détroit séparant l'île du continent. Il était destiné à protéger le port de Nossa Senhora do Desterro, aujourd'hui Florianópolis. Il fut construit en 1763.